# Alfarnate
Alfarnate – gmina w Hiszpanii, w prowincji Malaga, w Andaluzji, o powierzchni 33,99 km². W 2011 roku gmina liczyła 1300 mieszkańców.